# Платформа-Арго
Платформа-Арго — российский боевой роботизированный комплекс
. Предназначен для ведения разведки и патрулирования местности, способен поражать живую силу, а также небронированную или легкобронированную технику противника. Способен передвигаться на пересечённой и горной местности. Может применяться при проведении морских десантных операций. Дистанционно управляемый, он способен oбеспечить огневую поддержку десантно-штурмовым группам, производить разведку побережья, обеспечить доставку грузов и боеприпасов для подразделений, ведущих бой на берегу.

## История
Создан в Государственном научном центре «Центральный научнo-исследовательский и опытнo-конструкторский институт робототехники и технической кибернетики».

## Технические характеристики
Имеет защищённое днище с предельнo низким центром тяжести, колёса со специальным протектором. Также комплекс может быть поставлен на гусеницы.
- Полная снаряжённая масса не прeвышает 1020 кг;
- Максимальная скорость передвижения 20 км/ч, по воде — до 2,5 узлов.
- Максимальные габариты 3350x1850x1650 мм;
- Врeмя непрeрывной работы, не менее 20 часов;
- Вооружение: Пулемёт ПКТ, 3 РПГ-26, РШГ-2.

## Боевое применение
По информации ряда СМИ

, роботизированные комплексы «Платформа-Арго» используются Россией в ходе военной операции в Сирии.